# Crise eleitoral no Peru de 2021
A crise eleitoral no Peru de 2021 inicia-se durante a contagem de votos e após a publicação dos resultados do segundo turno das eleições gerais no Peru em 2021 pela Oficina Nacional de Procesos Electorales (que rendeu um resultado favorável para Pedro Castillo), sua oponente Keiko Fujimori, sua organização política Força Popular e seus representantes realizaram um esforço agressivo e sem precedentes para tentar reverter o resultado. Fujimori e seus aliados promoveram numerosas alegações infundadas de que a eleição lhes foi roubada através de uma conspiração comunista internacional, manipulação de cadastros eleitorais e fraude eleitoral. As tentativas de revogar as eleições foram consideradas como "trumpismo andino", em analogia às ações do ex-presidente dos Estados Unidos Donald Trump após sua derrota nas eleições presidenciais de 2020.
As acusações foram rejeitadas pela justiça eleitoral peruana e rechaçadas pelos observadores eleitorais da Organização dos Estados Americanos, da União Europeia, da Associação Civil de Transparência, entre outros. O Departamento de Estado dos Estados Unidos divulgou um comunicado que descreveu o sistema eleitoral peruano como "um modelo de democracia na região" e as próprias eleições como "livres, justas, acessíveis e pacíficas". Por outro lado, várias personalidades públicas (principalmente aliados de Fujimori nas urnas e políticos de direita) recusaram-se a reconhecer a vitória de Castillo, insistindo na acusação de fraude eleitoral e inclusive solicitando a repetição das eleições.
A campanha de Fujimori apresentou 945  pedidos de anulação após o dia das eleições, todos os quais rejeitados pelos Jurados Eleitorais Especiais e pelo Jurado Nacional de Elecciones. A proclamação oficial de Pedro Castillo como presidente eleito ocorreu em 19 de julho de 2021.